# 경구중학교 (경북)
경구중학교(慶龜中學校)는 대한민국 경상북도 구미시 봉곡동에 있는 사립 중학교이다.

## 학교 연혁
- 1984년 5월 14일 : 학교 법인 경구학원 설립인가(설립자 안영주, 이낭우 박사)
- 1985년 9월 28일 : 본관 3층(1,060평) 준공
- 1999년 11월 13일 : 중학교 5층 (제4호관, 673평) 준공
- 1999년 11월 30일 : 경구중학교 설립인가(4학급)
- 2000년 3월 1일 : 제1대 이낭우 교장 취임
- 2000년 3월 3일 : 제1회 입학식(4학급 164명)
- 2002년 3월 2일 : 중학교 제3호관으로 이전(4층 증축)
- 2003년 2월 13일 : 제1회 졸업식(4학급 146명)
- 2003년 2월 20일 : 중학교 5층 증축
- 2004년 3월 1일 : 경구 중 고등학교 분리
- 2013년 3월 1일 : 제3대 재단이사장 이낭우 박사 취임
- 2021년 2월 4일 : 제19회 졸업식(2학급 32명, 총 졸업생수 1,749명)
- 2021년 3월 1일 : 제6대 김정근 교장 취임
- 2024년 2월 6일 : 제22회 졸업식(2학급 35명)
- 2024년 3월 4일 : 제25회 입학식(2학급 43명)

## 참고 자료
- 경구중학교 - 한국교육학술정보원 학교알리미